# Uraniummijn

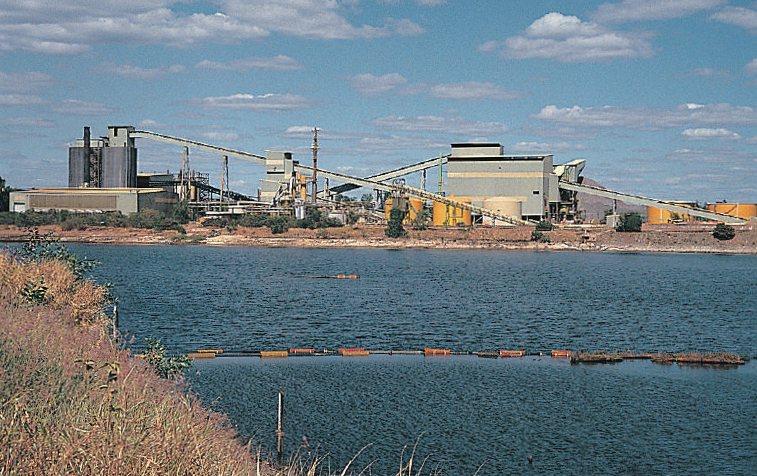
De Rangeruraniummijn in Australië.

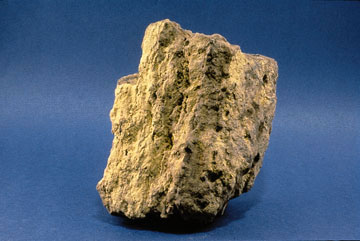
Uraniumerts

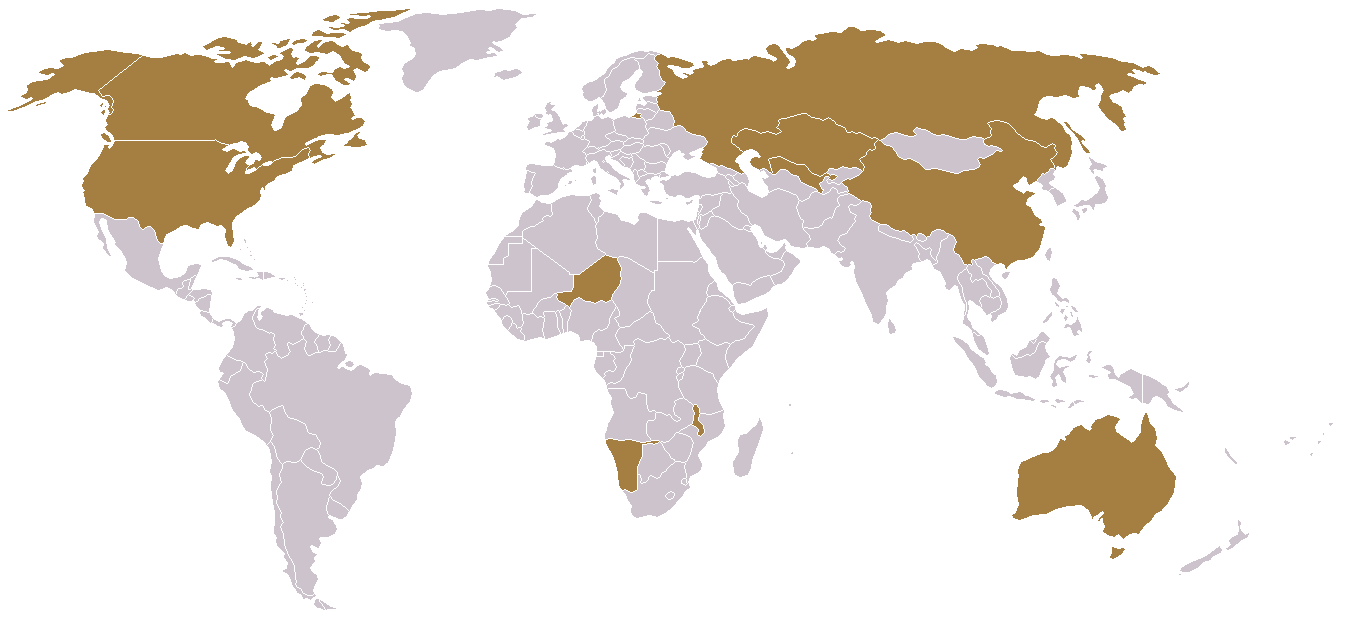
10 landen zijn verantwoordelijk voor 94% van de wereldwijde uraniumproductie.

Een uraniummijn is een mijn waaruit uranium(erts) wordt gedolven. Meestal betreft het
uraniniet (pekblende), dat van nature het meest op aarde voorkomt en voornamelijk bestaat uit uraniumdioxide (UO2).
Om het gewenste uranium-235 te winnen moeten grote hoeveelheden erts gedolven worden, want in 1000 kg erts zit slechts 1 kg van dit uraniumisotoop. Bij de mijn blijven in veel gevallen grote hoeveelheden radioactief afval en verzuurde modder achter. Het delven van uranium(erts) is zeer volume-intensief en het vindt derhalve veelal middels dagbouw plaats.
Anno 2014 was Kazachstan (36%) marktleider als het aankwam op uraniumproductie, gevolg door Canada (15%) en Australië (12%). Daarnaast zijn ook Namibië, Niger, Rusland, de Verenigde Staten en Zuid-Afrika belangrijke uraniumproducerende landen. In 2003 bedroeg de wereldwijde productie van uranium 41.429 ton. In 2014 ging het om 59.000 ton.
Uranium wordt voornamelijk gebruikt als splijtstof voor kerncentrales.